# Aulus Auri Melí
Aulus Auri Melí (llatí: Aulus Aurius Melinus) era un ciutadà romà parent de Marc Auri.
Va intentar castigar a l'assassí del seu parent, Opiànic, que es va escapar de Larínum però hi va poder tornar per la protecció de Sul·la i a més a més va aconseguir la proscripció i condemna a mort de Marc Auri Melí i del seu fill Gai Auri.
Auri Melí s'havia casat amb Cluència la filla d'Aulus Cluenci Habit el vell i de Sàssia, però quan la seva sogra es va enamorar d'ell, Melí es va divorciar de Cluència i es va cassar amb Sàssia.